# SNAG1
SNAG1‏ (Sorting nexin 18) هوَ بروتين يُشَفر بواسطة جين SNAG1 في الإنسان.